# فراد (إب)

تعديل مصدري - تعديل

فراد هي إحدى قرى عزلة جبل معود بمديرية إب التابعة لمحافظة إب، بلغ تعداد سكانها 459 نسمة حسب تعداد اليمن لعام 2004.